# التبريد الإشعاعي السلبي أثناء النهار

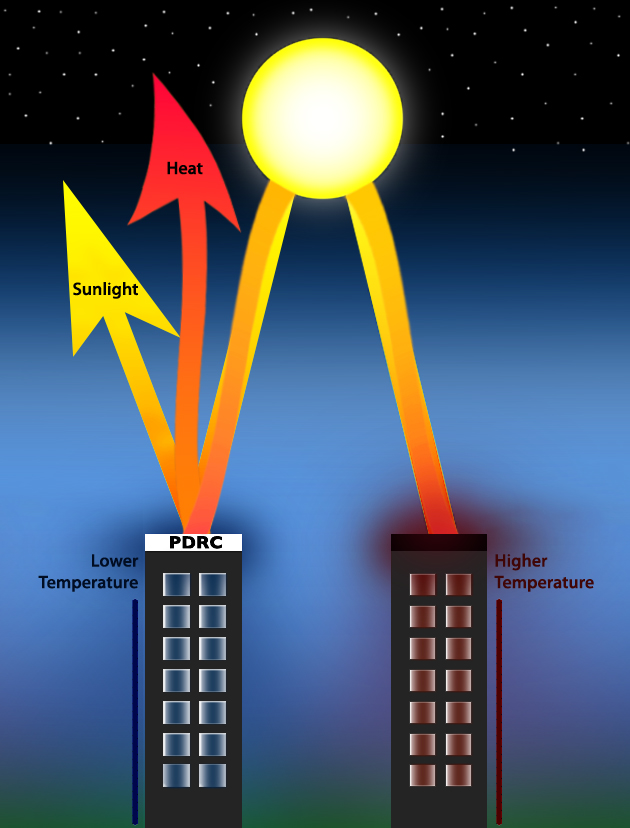
يُمكنُ للتبريدِ الإشعاعيّ السلبيّ خفضُ درجاتِ الحرارةِ دونَ استهلاكِ طاقةٍ أو تلوّثٍ من خلالِ إشعاعِ الحرارةِ إلى الفضاءِ الخارجيّ. وقد تمّ اقتراحُ تطبيقِهِ على نطاقٍ واسعٍ كحلٍّ لِلاحتباسِ الحراريّ.

التبريد الإشعاعي النهاري السلبي (PDRC) هو استخدام أسطح عاكسة باعثة للحرارة غير مزودة بالطاقة لخفض درجة حرارة مبنى أو أي جسم آخر.
تم اقتراحه كطريقة لتقليل ارتفاع درجة الحرارة الناتجة عن غازات الاحتباس الحراري عن طريق تقليل الطاقة اللازمة لتكييف الهواء،  وخفض تأثير جزيرة الحرارة الحضرية، وخفض درجات حرارة جسم الانسان.
يمكن أن تساعد أنظمة التبريد الإشعاعي السلبي أثناء النهار الأنظمة الأكثر كفاءة في درجات الحرارة المنخفضة مثل الأنظمة الكهروضوئية،  وأجهزة جمع الندى، والمولدات الحرارية الكهربائية.
تقترح بعض التقديرات أن تخصيص 1-2% من مساحة سطح الأرض للتبريد الإشعاعي السلبي أثناء النهار من شأنه أن يُثبّت درجات حرارة السطح. توفر الاختلافات الإقليمية إمكانات تبريد مختلفة حيث تستفيد المناخات الصحراوية والمعتدلة أكثر من المناخات الاستوائية، ويعزى ذلك إلى تأثيرات الرطوبة والغطاء السحابي.
يمكن تضمين أنظمة التبريد الإشعاعي السلبي أثناء النهار في الأنظمة التكيفية، والتحول من التبريد إلى التدفئة لتخفيف أي تأثيرات محتملة "للبرودة الزائدة". تزداد تطبيقات التبريد الإشعاعي السلبي أثناء النهار لتبريد المساحات الداخلية مع تقدير "حجم السوق بحوالي 27 مليار دولار في عام 2025".

## وظيفة

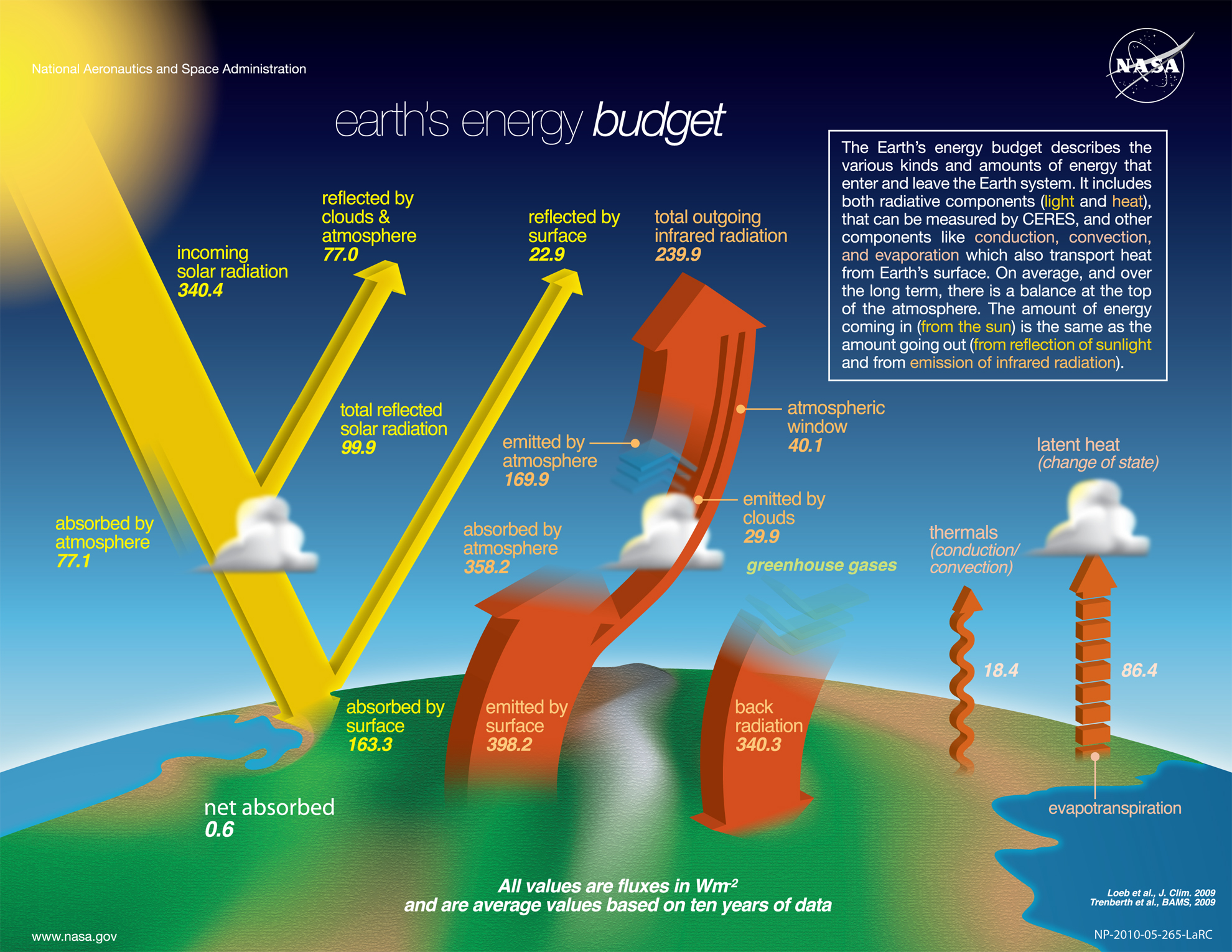
تعمل أنظمةُ التبريدِ الإشعاعيّ السلبيّ أثناءَ النّهار على تعظيم الإشعاع تحت الأحمر الصادر (كما هو موضح باللون البرتقالي) وتقلل منصاص الإشعاع الشمسي (كما هو موضح باللون الأصفر).